# Coulmier-le-Sec
Coulmier-le-Sec település Franciaországban, Côte-d’Or megyében. Lakosainak száma 240 fő (2022. január 1.). Coulmier-le-Sec Ampilly-le-Sec, Villaines-en-Duesmois, Puits, Aisey-sur-Seine, Chamesson, Chemin-d’Aisey és Nesle-et-Massoult községekkel határos.

## Népesség
A település népességének változása:
| Lakosok száma | 336  | 304  | 286  | 273  | 269  | 265  | 260  | 247  | 240  | 240  |
|               | 1968 | 1982 | 1990 | 2006 | 2013 | 2015 | 2017 | 2019 | 2020 | 2022 |